# Захарія Йосип Андрійович
Йосип Андрійович Захарія (5 січня 1923, с. Добрівляни, тепер Дрогобицького району Львівської області — 14 квітня 2021, м. Львів) — український науковець у галузі радіотехніки, кандидат технічних наук, професор. Був науковим керівником двох кандидатських дисертацій та трьох магістерських праць. Почесний професор Львівської політехніки. Член редколегії республіканського міжвідомчого журналу «Теоретическая злектротехника» (1965—2000). Батько мисткині Роксоляни Загайської.

## Біографія
Народився в селі Добрівляни на Дрогобиччині. У 1940 році закінчив українську гімназію імені Івана Франка в Дрогобичі. Цього ж року вступив до Львівського політехнічного інституту, який закінчив у 1946 року. Працював в НДЛ-1 при кафедрі «Електромеханічні прилади» і 1950 року захистив кандидатську дисертацію. З 1951 року працював на кафедрі «Радіотехніка» Львівського політехнічного інституту. У 1952—1954 роках працював за сумісництвом в Інституті машинознавства та автоматики АН УРСР. У 1980 році перейшов на посаду доцента кафедри «Радіотехнічні пристрої». У 1998—1999 роках займав посаду професора кафедри. За сумісництвом працював заступником декана РТФ (1974—1998), а також був секретарем Вченої ради РТФ.
Викладав дисципліни «Вимірювання», «Електрорадіо-вимірювання», «Вимірювання НВЧ» (Львівський державний університет імені Івана Франка), «Радіоапаратура геологорозвідки», «Електронні індикатори», «Теорія електромагнітного поля», «Антени», «Антени і пристрої НВЧ», викладав дисципліни «Основи теорії поля» та «Електродинаміка і поширення радіохвиль».
Сфера наукових інтересів: пристрої збудження і приймання електромагнітних хвиль, аналіз поля в електродинамічних структурах з неоднорідним середовищем, методи прикладної електродинаміки.
Опублікував понад 120 наукових праць, в тому числі чотири монографії. Має три винаходи. Брав участь у міжнародних науково-технічних конференціях. Був науковим керівником двох кандидатських дисертацій та трьох магістерських праць. Був членом редколегії республіканського міжвідомчого журналу «Теоретическая злектротехника» (1965—2000). Нагороджений знаком Міністерства освіти України «Відмінник освіти України». У 2002 році Й. Захарії присвоєно звання «Почесного професора Національного університету „Львівська політехніка“». У вільний час цікавився краєзнавством, активно залучав до вивчення історії рідного краю студентство.
Помер 14 квітня 2021 року у Львові. Похований 15 квітня 2021 року на цвинтарі села Добрівляни Дрогобицького району.

## Наукова робота
Опублікував понад 120 наукових праць, в тому числі чотири монографії. Має три винаходи. Брав участь у міжнародних науково-технічних конференціях.

## Наукові інтереси
- Пристрої збудження і приймання електромагнітних хвиль, аналіз поля в електродинамічних структурах з неоднорідним середовищем, методи прикладної електродинаміки.
- «Вимірювання», «Електрорадіовимірювання», «Вимірювання НВЧ» (ЛДУ), «Радіоапаратура геологорозвідки», «Електронні індикатори», «Теорія електромагнітного поля», «Антени», «Антени і пристрої НВЧ», нині викладає дисципліни «Основи теорії поля» та «Електродинаміка і поширення радіохвиль».